# Запонка

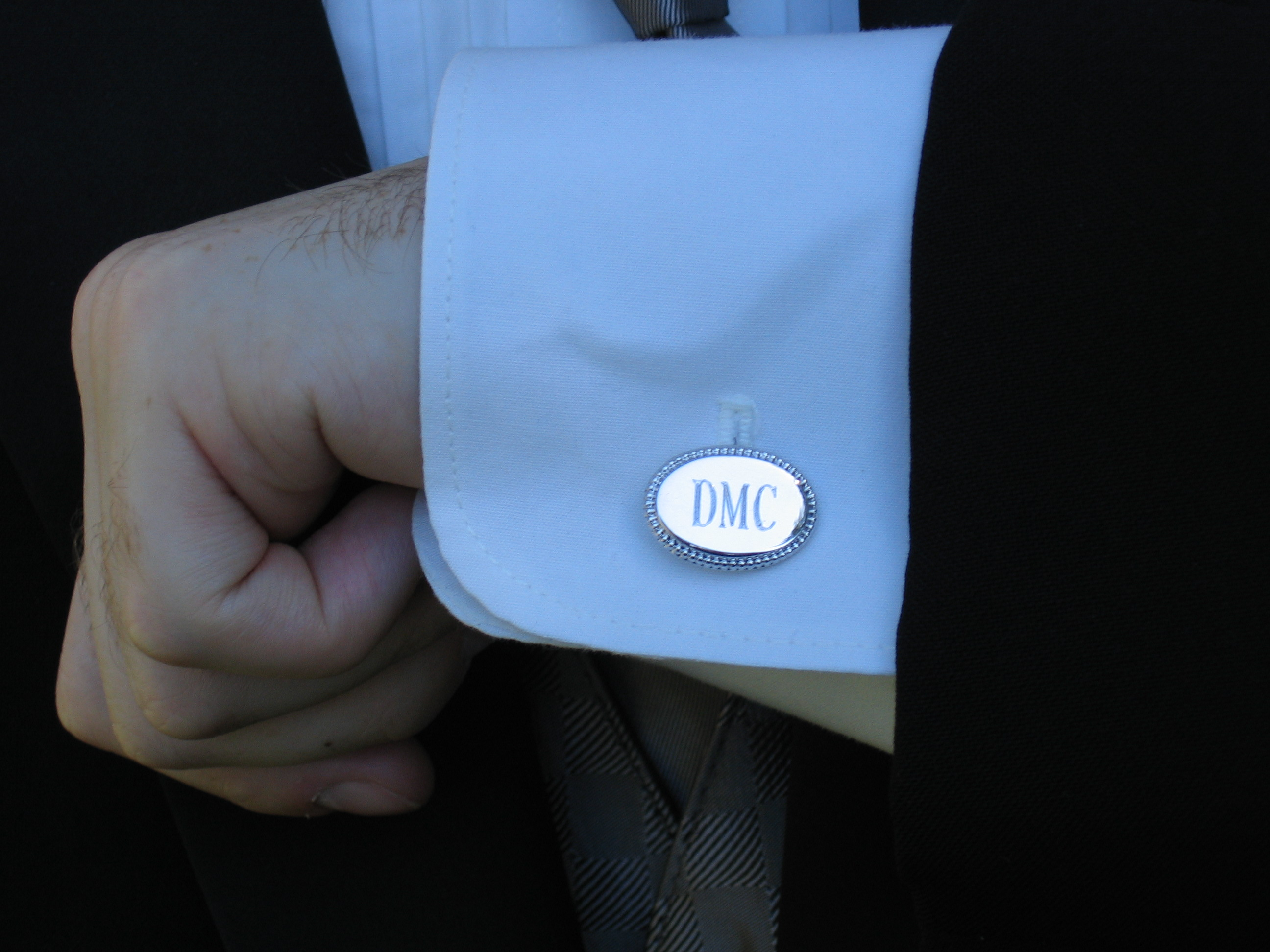
Запонка

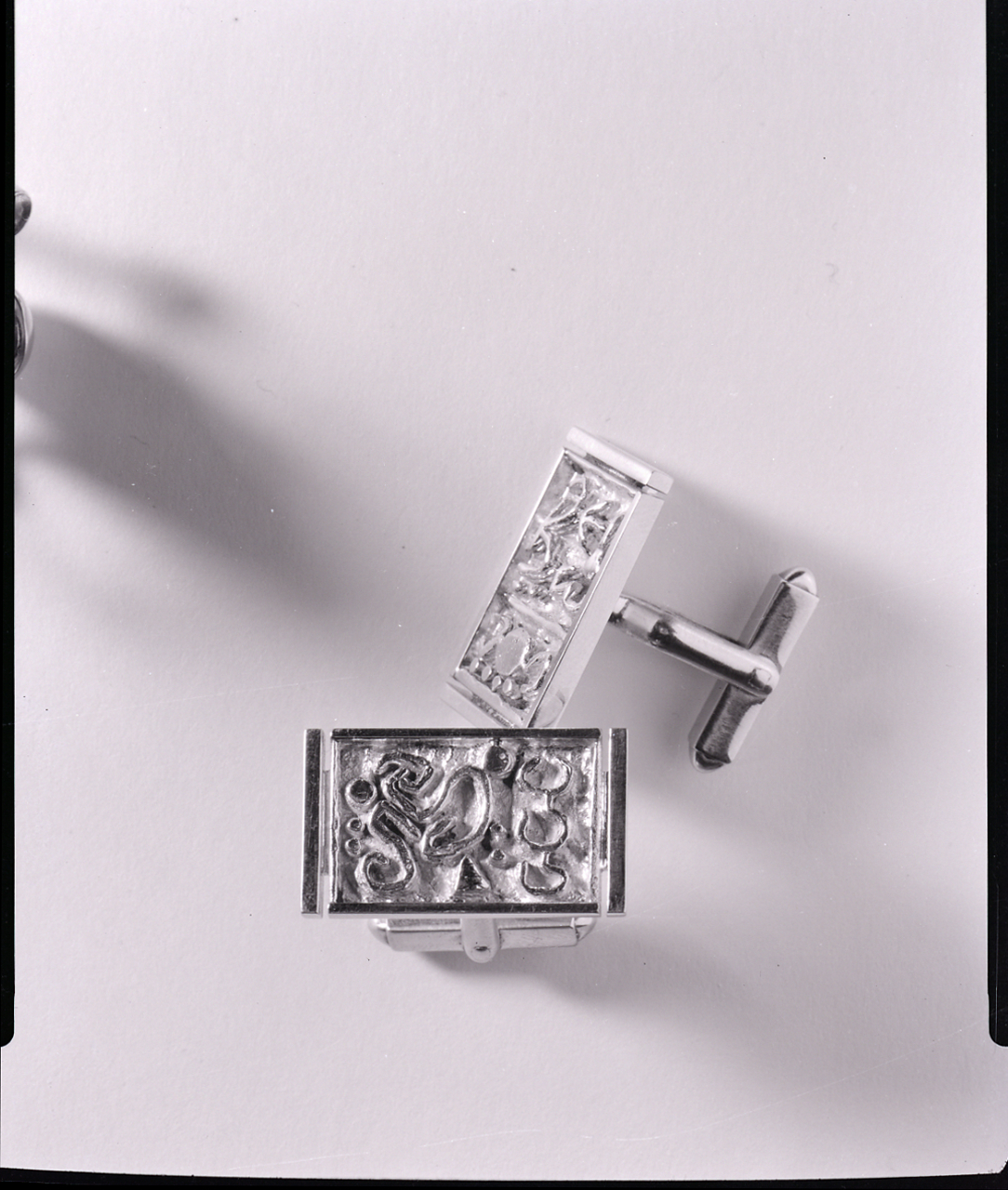
Фото Паоло Монті, 1964

За́понка (мн. за́понки), також шпо́нка — застібки, що використовуються замість ґудзиків для застібання рукавів та коміра сорочки. Стали поширеними в кінці 18 сторіччя.[джерело?] Виготовляються з коштовних металів і часто прикрашені дорогоцінним камінням.